# إبراهيم قلي قطبشاه ولي
أَعظَمُ المُلُوكِ السُلْطَانُ إِبْرَاهِيْمُ قُلِي قُطْبشَاه وَلِي بْنُ سُلْطَان قُلِي قُطْبُ المُلْكِ بْنِ أُوَيْس قُلِي بَك (بالفارسيَّة: اعظم‌الملوک سُلطان إبراهيم‌قُلي قُطبشاه ولي بن سُلطانقُلي قُطب‌المُلک بن اويس‌قُلي‌بك، وبالتيلوغويَّة: ఇబ్రాహీం కులీ కుతుబ్ షా) (ق. 923هـ - 988هـ المُوافق فيه 1518م - 5 حزيران (يونيو) 1580م) معروفٌ اختصارًا «إبراهيم قلي قطبشاه» وبالتيلوغويَّة «ملكي براهاما» أو «إبراهاما چاكراڤارتي»، هو رابعُ سلاطين گُلكُندة من السُّلالة القُطبشاهيَّة التي حكمت في الهند لما يُقارب قرنين مِن الزَّمن، وقد حكم بِلاد آبائه مِن سنة 957هـ المُوافقة لِسنة 1550م إلى سنة 988هـ المُوافقة لِسنة 1580م. وكان أحد القادة في حِلف سلطنات الدَّكن، وفي دور سلطنته توسَّعت الدَّولة القُطبشاهيَّة حتَّى بلغت تُخُوم كرناته، وشهد عهده ازدهارًا ثقافيًا واهتمامًا عاليًا باللُّغة التيلوغويَّة التي أحبَّها إبراهيم قُطبشاه حُبًا كبيرًا. وبِسبب إنجازاته بالغة الأثر عرف بلقب «أعظم الملوك».